# Manuel de Medeiros da Costa Canto e Albuquerque
Manuel de Medeiros Costa Canto e Albuquerque (Ponta Delgada, São Sebastião, 10 de abril de 1798 — Ponta Delgada, São Pedro, 28 de abril de 1847), 1.º Barão das Laranjeiras, Fidalgo de Cota de Armas partidas dum cortado de de Medeiros e de Araújo e de Albuquerque com timbre de de Medeiros e coroa de Barão, foi um rico terratenente da ilha de São Miguel que se distinguiu como o líder do movimento liberal que levou à revolta de 1821 em Ponta Delgada. Foi um dos principais financiadores da expedição do Exército Libertador comandada por D. Pedro que culminou no desembarque do Mindelo.